# 安藤あいか
安藤 あいか（あんどう あいか、1984年7月9日 - ）は、日本のエステティシャン、元タレント、元グラビアアイドル、元女子プロレスラー。女性アイドルグループ・恵比寿マスカッツ元メンバー。東京都出身。タレントとしてはニューウォーカーズで、レスラーとしてはアイスリボンに所属していた。夫は作曲家・ギタリストの宮本敦。

## 経歴
2007年、sabra「第1回ブロガール選手権」で準グランプリ受賞。これを機にグラビア活動を開始。
同年、テレビ埼玉「大日大戦」の企画で、タレント活動の幅を拡げる目的でプロレス団体アイスリボンに入門し、エッグガールズを結成。
プロレスラーとしても活動。2007年10月20日、市ヶ谷アイスボックスにて対希月あおい戦で査定マッチを行い観客投票上位2人がデビューできるが、4人中3位のためデビューに至らず。
11月23日、同会場にて正式デビューした。エッグガールズが次々と退団したため、2008年8月23日の新木場1stRING大会でのしもうま戦で自身も退団を発表していたが、試合後に撤回した。
この間にハッスルオーディションを受ける。
2009年5月、ミニスカポリスが再始動し「復活! ミニスカポリス」メンバーとして活動。
2011年中旬以降は、プロレスラー活動を行わず、芸能活動に専念。2014年アイスリボンにプロレスラーとしてではなく松本都のディーバとして出場。
2014年2月8日放送の「大久保じゃあナイト」（TBS）内にて、この時点で実際の年齢は29歳であることを告白し、2歳サバを読んでいたことを明らかにした。
2015年、4年ぶりにプロレスラーとしてアイスリボンに参戦。
2021年7月1日、麻布十番にエステサロンをオープンさせ、店長として施術を行い始める。
2022年9月30日、作曲家・ギタリストの宮本敦と入籍し、2023年8月22日には第一子となる女児を出産したことを、共に宮本が自身のX（旧Twitter）にて報告した。
2024年現在は芸能界は引退、レスラー活動はほぼ休業となっている。

## 人物・エピソード
- 弟が1人いる[4]。
- 『ストライクTV』（テレビ朝日）で共演した戸田れいに「永遠のライバル」と紹介されたことがある[5][6]。
- 趣味はゴルフ[7]。

## 出演

### テレビ番組
- 「大日大戦」（テレビ埼玉）
- 「ぶっコギ!」（日本テレビ）
- 「グラビアトークオーディション」（フジテレビ）
- 「おねがい!マスカット」（2008年4月7日 - 2009年3月30日、テレビ東京）
- 「Kunoichi.TV」（テレビ北海道）
- 「輝け!ゴルフガールズ」レギュラー（北海道文化放送）
- 「イツザイ」（2008年10月 - 番組終了、テレビ東京） - 「ハッスル・第2のインリン様オーディション」のコーナーに出演
- 「さまぁ〜ず式」（2008年12月9日、TBS） - 「五感を研ぎ澄ませ！ アイドルクイズ!!」のコーナーに出演
- 「オビラジR」（2008年12月11日、TBS）
- 「おねだり!!マスカット」（2009年4月6日 - 2010年3月29日、テレビ東京） - 恵比寿マスカッツ1期生
- 「ちょいとマスカット!」（2010年4月7日 - 2010年9月29日、 テレビ東京）
- 「美しき青木・ド・ナウ」（2009年6月2日、テレビ朝日）
- 「ホリさまぁ〜ず」（2009年11月17日、TBS）
- 「キャンパスナイトフジ」（2010年2月19日・3月12日、フジテレビ）
- 「『ぷっ』すま」 ザ・ギリギリマスター （2010年4月13日、テレビ朝日）
- 「マルさまぁ〜ず」（2010年5月19日・9月15日、TBS）
- 「おねだりマスカットDX!」（2010年10月6日 - 2011年9月28日、テレビ東京）
- 「めちゃ×2イケてるッ!」（2010年10月9日、2011年9月17日、フジテレビ）
- 「ロンブー淳の一攫千金＄ジャックポッド」（2010年11月13日、日本テレビ）
- 「魁!音楽番付」（2010年12月22日、フジテレビ）
- 「業界LOVE STORY〜だからテレビはおもしろい〜」（2011年5月4日、東海テレビ）
- 「Oh!どや顔サミット」 （2011年9月2日、テレビ朝日）
- 「おねだりマスカットSP!」（2011年10月5日 - 2013年3月30日、テレビ東京）
- 「ゴッドタン」（2012年5月5日・5月19日、テレビ東京）
- あいのエチュード #15（2012年、エンタ!959）・・・共演：希志あいの
- 「カンニング竹山の銭ナール女学院」（2012年、毎日放送）
- 24時間かすみレディオ（2012年8月11日 - 2012年8月12日 、エンタ!371）※27時間生放送 - 共演：かすみ果穂ほか
- 24時間かすみレディオの裏側（2012年9月、エンタ!371）
- セクシー女優総選挙 第3回（2012年9月、エンタ!371） - 共演：みひろ、糸矢めい、七海なな、希志あいの、かすみ果穂、希崎ジェシカ、西野翔他
- 小力の小部屋　第161回（2013年6月12日、マシェリバラエティ、ニコニコ生放送、スカパー!275ch） - 共演：長州小力
- SPICE×BOYS（2014年12月 - 2015年12月、エンタ!959）
- テリー伊藤の今夜も傾奇流！（2015年、BSフジ）

### インターネット番組
- 「復活!ミニスカポリス」（2009年4月14日 - 番組閉鎖、ニコニコ動画アイパイ★ちゃんねる）
- 「復活!ミニスカポリスあっ!とおどろく緊急出動!」（あっ!とおどろく放送局）
- 24時間かすみレディオ（2012年8月11日、ニコニコ生放送）
- 復活! ミニスカポリスのニコジョッキー
- 復活！ミニスカポリスのニコニコパトロール　（2011年7月27日開始、ニコジョッキー）
- JINのちょこっとミスロン中毒「ミニスカポリスがWelcomeVENUS!」（2012年、HOST-TV.com）
- 復活！ミニスカポリス～歌舞伎町パトロール24時～（2012年7月30日開始、HOST-TV.COM）
- 億万長者への道（2013年 - 2013年6月、ニコジョッキー）

### 携帯サイト
- アイドルがイッパイ（アイパイ）

### ラジオ
- 栗山夢衣の初体験ラジオ「ちょ〜ふあんです。」（2014年5月25日[注釈 2]、調布FM）-かすみ果穂
- Driving Car Radio（2016年7月4日 - 2020年6月2日、FM-FUJI）
- B-UP!中継リポーター（2016年4月 - 2017年3月、RADIO BERRY ）
- Begin the Be☆金 （2016年11月4日 - 2019年8月30日、FM PORT）ナビゲーター

### TV電話動画配信
- テレビ電話専用回線

docomoとSoftbankのTV電話可能な携帯電話のみ。

### オリジナルビデオ
- Wセーラー戦士（2008年4月11日、ZENピクチャーズ） - 北嶋有子 役
- ビーチバレー刑事（デカ） 北京への道（2008年7月25日、エースデュースエンタテインメント） - ヴィルマ 役
- ビーチバレー刑事（デカ） テロリンピックを阻止せよ（2008年8月16日、エースデュースエンタテインメント） -  ヴィルマ 役
- ハッピーマンゴー（2010年5月28日、オルスタックピクチャーズ）

### 映画
- ハードライフ 紫の青春・恋と喧嘩と特攻服（2011年5月21日公開、マジカル） - 静香 役
- 上島ジェーンビヨンド（2014年）

### イベント
- THE プロレス展（2016年8月21日、那須ハイランドパーク[8]）暴走キングコング・真壁刀義トークショーMC[9]

## 作品

### DVD
- 「完全もえ萌え宣言」（2007年4月26日 スリーエムワークス）
- 「アイドル革命☆強ドル9」（2008年6月 S.W.P.）
- 「独占!女の120分 もっこりガールズ給与明細 #1 アイドルたちにHな指令出しちゃいました!」（2008年7月19日 もっこりテレビ）
- 「独占!女の120分 もっこりガールズ給与明細 #2 アイドルたちにHな指令出しちゃいました!」（2008年8月19日 もっこりテレビ）
- 「グラビアアスリート美女ガチ運動会」（2008年9月25日 Air control）
- 「Body Press」（2008年9月29日 オルスタックピクチャーズ）
- 「グラビアアイドルたちの過激ローションバトル! 1」（2008年10月19日 もっこりテレビ）
- 「続・グラビアアスリート美女ガチ運動会 2ND STAGE」（2008年10月25日 Air control）
- ビーチボールであそぼ♪3（2008年11月14日、アットピュア）共演：相多愛
- THE RUBBER IDOL 3（2008年11月21日、アットピュア）共演：相多愛
- 現役アイドルプロレス3（2008年12月5日、アットピュア）共演：相多愛
- 「ポロリ！チラリ!パックリ!もっこりテレビ開局1周年記念作品集グラビアアイドル禁断の過激シーン総集編8時間一挙モロ出し祭り!」（2009年7月19日 もっこりテレビ）
- 美少女にプロレスしてもらいました♪ 矢島潤奈・中平あや（2009年12月29日、オルスタックピクチャーズ）共演：矢島潤奈、中平あや、立花さや
- 美少女にプロレスしてもらいました♪ 安藤あいか・立花さや（2010年4月28日、オルスタックピクチャーズ）共演：立花さや、生田善子、新堂みなみ
- 第3回 SSSGPグランプリ Bブロック（2011年4月29日、SUPER SONIC SATELLITES）
- 安藤あいか まるごと！（2011年5月13日、COMET出版）
- 第3回 SSSGPグランプリ 決勝（2011年7月29日、SUPER SONIC SATELLITES）共演：国見奈々
- 24時間かすみレディオDVD-BOX（2013年1月16日、ポニーキャニオン）
- みっひーランド Vol.11（2013年1月16日、ポニーキャニオン）
- プロスタイルミックスNEO Vol.5（2013年8月9日、バトル）共演：蒼乃ミク
- スタープロレス　MIX TAG MATCH（2013年8月16日、エンジェル・ハウス）共演：蒼乃ミク
- PRO-STYLE THE BEST I（2013年8月23日、バトル）共演：蒼乃ミク
- Fighting Girls Volume.8　-　2013.8.10 Angel vs Devil（2013年10月11日、ファイティングガールズ）
- Leaves　安藤あいか（2013年10月25日、GRASSOC）
- SPICE×BOYS　Vol.1（2015年、つくばテレビ）